# 하노버의 왕위 계승 순위
하노버 왕국은 1866년 보오전쟁의 결과, 프로이센 왕국에 합병되었다. 1913년부터는 브라운슈바이크 공국에서 군주를 계속 지냈지만, 1918년 제1차 세계 대전 패배로 이마저도 공화정으로 변하면서 몰락하였다. 하지만 하노버 왕가는 현재 유지되고 있으며, 이름뿐인 작위지만 자손들에게 계속 계승되고 있다. 하노버의 왕위는 브라운슈바이크-라우엔부르크 공작위와 컴벌랜드-테비오트데일 공작위가 같이 계승된다. 현재 하노버의 왕은 에른스트 아우구스트이다.

## 왕위 계승 순위
1. 에른스트 아우구스트 폰 하노버 (1983년), 에른스트 아우구스트 폰 하노버의 아들.
2. 크리스티안 폰 하노버 (1985년), 에른스트 아우구스트 폰 하노버의 아들.
3. 니콜라우스 폰 하노버 (2020년), 크리스티안 폰 하노버의 아들.
4. 오토 하인리히 폰 하노버, (1988년), 하노버 왕자 루트비히 루돌프의 아들.
5. 하노버 왕자 하인리히 (1961년), 에른스트 아우구스트 폰 하노버의 아들.
6. 알베르트 폰 하노버 (1999년), 하노버 왕자 하인리히의 아들.
7. 율리우스 폰 하노버 (2006년), 하노버 왕자 하인리히의 아들.
8. 게오르크 폰 하노버 (1949년), 게오르크 빌헬름 폰 하노버의 아들.